# Spirits (álbum)
Spirits es el sexto álbum de estudio de la banda estadounidense de metal alternativo Nothing More, que fue publicado el 14 de octubre de 2022 a través el sello discográfico Better Noise.

## Antecedentes y grabaciones
Después del lanzamiento de su quinto álbum de estudio, The Stories We Tell Ourselves (2017), Nothing More realizó una extensa gira en apoyo del álbum. La planificación de un álbum de seguimiento comenzó en enero de 2019, con el líder Jonny Hawkins que estaba trabajando en la preparación de un nuevo estudio para prepararse para las sesiones del nuevo álbum entre las etapas de la gira. Hawkins notó que a veces era difícil concentrarse en las giras cuando tenía tantos pensamientos sobre la creación de un nuevo álbum. En octubre, el guitarrista Mark Vollelunga notó que la banda había estado creando áreas de grabación improvisadas en vestuarios y camerinos para poder realizar sesiones improvisadas de material nuevo antes de realizar sus shows en vivo. Señaló que la banda cambiaría de marcha y se concentraría al 100% en escribir y grabar un nuevo álbum en 2020.
El trabajo serio en el álbum comenzó en 2020, justo al mismo tiempo que estalló la pandemia de COVID-19. Al principio, la banda apreció la interrupción forzada de las giras para concentrarse en el álbum, pero con el tiempo, los miembros de la banda sintieron que alargaba el proceso innecesariamente; sin marcos de tiempo difíciles con los que trabajar, las sesiones de grabación se prolongaron más y la banda luchó por completar el álbum. Tener que grabar el álbum de forma remota debido a las restricciones de COVID-19 también ralentizó el proceso, en casi un año, según Hawkins. En la grabación de álbumes anteriores, la banda solo había trabajado de forma remota en un grado mínimo, generalmente solo enviándose ideas de canciones y manteniendo el progreso mientras no podían estar juntos; esta fue la primera vez que grabaron un álbum completo de esa manera.

## Temas y composición
En 2019, en las primeras sesiones de planificación, Hawkins notó que sus planes para el álbum giraban en torno a muchos temas personales que estaba experimentando en ese momento:

"He experimentado muchas emociones que nunca antes había experimentado en mi vida, y muchas de ellas son el resultado de mudarme a un estado diferente en el que nunca había vivido antes. Me voy de muchas de mi familia y amigos a ocho horas de distancia. Es estar en un terreno totalmente nuevo con mi novia, un territorio inexplorado en cuanto a relaciones, aprender mucho sobre mí mismo, así que he estado experimentando muchas emociones, positivas y negativas que he estado tratando de profundizar y navegar. También he estado haciendo sesiones de asesoramiento con un consejero en el que he confiado durante los últimos años, que ha sido muy perspicaz y, a veces, un espejo místico para mí. Me ha aportado muchas ideas interesantes. mi mente cuando me abro y descargo muchos de los pensamientos que tengo. Eso ha estado inspirando muchas ideas para canciones.

En 2022, Hawkins lo describió como "muchas canciones más pesadas y más agresivas que nunca antes. Es muy densa, hay muchas capas en este álbum, hay muchos movimientos". Las emergencias no reveladas en las que la vida de los miembros de la banda estuvo en peligro durante 2020 y 2021 también ayudaron a dar forma a los temas del álbum, y la canción "Valhalla" toca lo que se puede aprender de ese tipo de escenarios. En general, el álbum explora cómo el "lado bestial" de la humanidad puede redirigirse para convertirse en un "protector en lugar de ser un tirano". La pista "Tired of Winning", según Hawkins, trata sobre los aspectos negativos de nunca estar feliz o satisfecho con la vida de uno. "Turn it Up (Stand in the Fire) fue descrito por la banda como un "rechazo sónico sin disculpas del estado divisivo y ahogado digitalmente del mundo".

## Lanzamiento y promoción
El álbum fue lanzado el 14 de octubre de 2022. Una novela gráfica que lo acompaña con el tema del álbum, titulada Spirits Vol. 1, está programado para su lanzamiento en algún momento a principios de 2023. Se lanzaron dos sencillos formales para promocionar el álbum antes del lanzamiento, "Tired of Winning" el 28 de abril y "You Don't Know What Love Means" el 13 de agosto. , la canción promocional "Turn It Up Like (Stand in the Fire)" se lanzó el 22 de marzo de 2022 y se lanzó un video musical la semana siguiente. El 29 de julio se lanzó una versión extendida de "Tired of Winning" que fusionó la siguiente pista, "Ships in the Night", con el final. La versión extendida de la canción también apareció en la banda sonora de la película de septiembre de 2022, The Retaliators.

## Lista de canciones
| N.º | Título                                | Duración |  |
| 1.  | «Turn It Up Like (Stand in the Fire)» | 4:30     |  |
| 2.  | «Tired of Winning»                    | 3:26     |  |
| 3.  | «Ships in the Night»                  | 2:15     |  |
| 4.  | «You Don't Know What Love Means»      | 4:08     |  |
| 5.  | «Don't Look Back»                     | 3:48     |  |
| 6.  | «The Other F Word»                    | 3:38     |  |
| 7.  | «Face It»                             | 6:27     |  |
| 8.  | «Best Times»                          | 3:40     |  |
| 9.  | «Deja Vu»                             | 3:43     |  |
| 10. | «Dream with Me»                       | 4:29     |  |
| 11. | «Neverland»                           | 1:57     |  |
| 12. | «Valhalla (Too Young to See)»         | 5:41     |  |
| 13. | «Spirits»                             | 5:39     |  |

## Personal
- Jonny Hawkins - voces
- Mark Vollelunga - guitarra
- Daniel Oliver - Bajo, Sintetizador
- Ben Anderson - batería, percusión